# Llista de peixos de Tunísia
Aquesta llista de peixos de Tunísia -incompleta- inclou 360 espècies de peixos que es poden trobar a Tunísia ordenades per l'ordre alfabètic de llur nom científic.
| Índex A B C D E F G H I J K L M N O P Q R S T U V W X Y Z |

## A
- Acanthocybium solandri
- Acipenser sturio
- Aidablennius sphynx
- Alectis alexandrinus
- Alopias superciliosus
- Alopias vulpinus
- Alosa algeriensis
- Alosa alosa
- Alosa fallax
- Anguilla anguilla
- Anthias anthias
- Aphanius fasciatus
- Aphanius iberus
- Apogon imberbis
- Apterichtus anguiformis
- Apterichtus caecus
- Arctozenus risso
- Argentina sphyraena
- Argyropelecus hemigymnus
- Argyrosomus regius
- Ariosoma balearicum
- Arnoglossus imperialis
- Arnoglossus kessleri
- Arnoglossus laterna
- Arnoglossus rueppelii
- Arnoglossus thori
- Aspitrigla cuculus
- Astatotilapia desfontainii
- Atherina boyeri
- Atherina hepsetus
- Atherina presbyter
- Aulopus filamentosus
- Auxis rochei rochei
- Auxis thazard thazard

## B
- Barbus callensis
- Bathophilus nigerrimus
- Belone belone
- Belone svetovidovi
- Benthocometes robustus
- Benthosema glaciale
- Blennius ocellaris
- Boops boops
- Bothus podas
- Brama brama
- Buglossidium luteum

## C
- Callanthias ruber
- Callionymus maculatus
- Callionymus risso
- Campogramma glaycos
- Capros aper
- Caranx crysos
- Caranx hippos
- Caranx rhonchus
- Carapus acus
- Carcharhinus brevipinna
- Carcharhinus falciformis
- Carcharhinus limbatus
- Carcharhinus melanopterus
- Carcharhinus plumbeus
- Carcharias taurus
- Carcharodon carcharias
- Centracanthus cirrus
- Centrophorus granulosus
- Centroscymnus coelolepis
- Cepola macrophthalma
- Ceratoscopelus maderensis
- Cetorhinus maximus
- Chauliodus sloani
- Cheilopogon heterurus
- Chelidonichthys lucerna
- Chelidonichthys obscurus
- Chelon labrosus
- Chimaera monstrosa
- Chlorophthalmus agassizi
- Chromis chromis
- Coelorinchus caelorhincus
- Conger conger
- Coris julis
- Coryphaena hippurus
- Coryphoblennius galerita
- Ctenolabrus rupestris
- Ctenopharyngodon idella
- Cubiceps gracilis
- Cyclothone braueri
- Cyclothone pygmaea
- Cyprinus carpio carpio

## D
- Dalatias licha
- Dalophis imberbis
- Dasyatis centroura
- Dasyatis chrysonota
- Dasyatis marmorata
- Dasyatis pastinaca
- Dasyatis tortonesei
- Dentex dentex
- Dentex gibbosus
- Dentex macrophthalmus
- Dentex maroccanus
- Diaphus holti
- Diaphus rafinesquii
- Dicentrarchus labrax
- Dicentrarchus punctatus
- Diplecogaster bimaculata bimaculata
- Diplodus annularis
- Diplodus cervinus cervinus
- Diplodus puntazzo
- Diplodus sargus sargus
- Diplodus vulgaris
- Dipturus oxyrinchus

## E
- Echelus myrus
- Echiichthys vipera
- Echinorhinus brucus
- Electrona risso
- Engraulis encrasicolus
- Epinephelus aeneus
- Epinephelus caninus
- Epinephelus costae
- Epinephelus marginatus
- Equulites klunzingeri
- Esox lucius
- Etmopterus spinax
- Euthynnus alletteratus
- Eutrigla gurnardus
- Evermannella balbo

## F
- Fistularia commersonii

## G
- Gadella maraldi
- Gadiculus argenteus argenteus
- Gaidropsarus biscayensis
- Gaidropsarus mediterraneus
- Galeorhinus galeus
- Galeus melastomus
- Glossanodon leioglossus
- Gnathophis mystax
- Gobius bucchichi
- Gobius niger
- Gobius paganellus
- Gonichthys cocco
- Gouania willdenowi
- Gymnothorax unicolor
- Gymnura altavela

## H
- Halobatrachus didactylus
- Helicolenus dactylopterus dactylopterus
- Heptranchias perlo
- Hexanchus griseus
- Hippocampus guttulatus
- Hippocampus hippocampus
- Hirundichthys rondeletii
- Hoplostethus mediterraneus mediterraneus
- Hygophum benoiti
- Hygophum hygomii
- Hymenocephalus italicus
- Hypleurochilus bananensis
- Hyporthodus haifensis

## I
- Ichthyococcus ovatus
- Istiophorus albicans
- Isurus oxyrinchus

## L
- Labrus merula
- Labrus mixtus
- Lamna nasus
- Lampanyctus crocodilus
- Lampanyctus pusillus
- Lampris guttatus
- Lepidopus caudatus
- Lepidorhombus boscii
- Lepidorhombus whiffiagonis
- Lestidiops jayakari pseudosphyraenoides
- Lestidiops sphyrenoides
- Leucoraja circularis
- Leucoraja fullonica
- Leucoraja melitensis
- Leucoraja naevus
- Lichia amia
- Lipophrys canevae
- Lipophrys dalmatinus
- Lithognathus mormyrus
- Liza aurata
- Liza ramada
- Liza saliens
- Lobianchia dofleini
- Lophius budegassa
- Lophius piscatorius
- Lophotus lacepede

## M
- Maurolicus muelleri
- Merluccius merluccius
- Microchirus ocellatus
- Microchirus variegatus
- Micromesistius poutassou
- Micropterus salmoides
- Mobula mobular
- Mola mola
- Molva dypterygia
- Molva macrophthalma
- Monochirus hispidus
- Mora moro
- Mugil cephalus
- Mullus barbatus barbatus
- Mullus surmuletus
- Muraena helena
- Mustelus asterias
- Mustelus mustelus
- Mustelus punctulatus
- Mycteroperca rubra
- Myctophum punctatum
- Myliobatis aquila
- Myxine glutinosa

## N
- Nansenia oblita
- Naucrates ductor
- Nemichthys scolopaceus
- Nerophis ophidion
- Nettastoma melanurum
- Nezumia aequalis
- Notoscopelus bolini
- Notoscopelus elongatus

## O
- Oblada melanura
- Odontaspis ferox
- Oncorhynchus mykiss
- Ophichthus rufus
- Ophidion barbatum
- Ophisurus serpens
- Orcynopsis unicolor
- Oreochromis mossambicus
- Oreochromis niloticus niloticus
- Oxynotus centrina

## P
- Pagellus acarne
- Pagellus bogaraveo
- Pagellus erythrinus
- Pagrus auriga
- Pagrus caeruleostictus
- Pagrus pagrus
- Parablennius gattorugine
- Parablennius incognitus
- Parablennius sanguinolentus
- Parablennius tentacularis
- Paralepis coregonoides
- Paralipophrys trigloides
- Parophidion vassali
- Pempheris vanicolensis
- Petromyzon marinus
- Phycis blennoides
- Phycis phycis
- Pisodonophis semicinctus
- Platichthys flesus
- Polyprion americanus
- Pomatomus saltatrix
- Pomatoschistus minutus
- Prionace glauca
- Psetta maxima
- Pseudocaranx dentex
- Pseudophoxinus callensis
- Pseudophoxinus punicus
- Pteromylaeus bovinus
- Pteroplatytrygon violacea

## R
- Raja africana
- Raja asterias
- Raja brachyura
- Raja clavata
- Raja miraletus
- Raja montagui
- Raja polystigma
- Raja radula
- Raja undulata
- Ranzania laevis
- Rhinobatos cemiculus
- Rhinobatos rhinobatos
- Rhinoptera marginata
- Rostroraja alba
- Rutilus rubilio
- Ruvettus pretiosus

## S
- Salaria basilisca
- Salaria pavo
- Sander lucioperca
- Sardina pilchardus
- Sardinella aurita
- Sardinella maderensis
- Sarpa salpa
- Scardinius erythrophthalmus
- Scartella cristata
- Schedophilus medusophagus
- Sciaena umbra
- Scomber japonicus
- Scomber scombrus
- Scomberesox saurus saurus
- Scophthalmus rhombus
- Scorpaena elongata
- Scorpaena notata
- Scorpaena porcus
- Scorpaena scrofa
- Scyliorhinus canicula
- Scyliorhinus stellaris
- Seriola dumerili
- Seriola fasciata
- Serranus cabrilla
- Serranus scriba
- Siganus luridus
- Silurus glanis
- Solea aegyptiaca
- Solea senegalensis
- Solea solea
- Somniosus rostratus
- Sparus aurata
- Sphoeroides pachygaster
- Sphyrna mokarran
- Sphyrna zygaena
- Spicara maena
- Spondyliosoma cantharus
- Sprattus sprattus
- Squalus acanthias
- Squalus blainville
- Squalus uyato
- Squatina aculeata
- Squatina oculata
- Squatina squatina
- Stomias boa boa
- Stromateus fiatola
- Sudis hyalina
- Symbolophorus veranyi
- Symphodus cinereus
- Symphodus doderleini
- Symphodus mediterraneus
- Symphodus melanocercus
- Symphodus melops
- Symphodus ocellatus
- Symphodus roissali
- Symphodus rostratus
- Symphodus tinca
- Synchiropus phaeton
- Syngnathus abaster
- Syngnathus acus
- Syngnathus phlegon
- Syngnathus typhle
- Synodus saurus

## T
- Taeniura grabata
- Tetrapturus albidus
- Tetrapturus belone
- Tetrapturus georgii
- Thunnus alalunga
- Thunnus thynnus
- Tilapia zillii
- Tinca tinca
- Torpedo marmorata
- Torpedo nobiliana
- Torpedo torpedo
- Trachinotus ovatus
- Trachinus draco
- Trachipterus trachypterus
- Trachurus mediterraneus
- Trachurus picturatus
- Trachurus trachurus
- Trichiurus lepturus
- Trigloporus lastoviza
- Tripterygion melanurum
- Tripterygion tartessicum
- Trisopterus minutus

## U
- Umbrina cirrosa
- Uranoscopus scaber

## V
- Vinciguerria attenuata
- Vinciguerria poweriae

## X
- Xiphias gladius

## Z
- Zeus faber
- Zosterisessor ophiocephalus
- Zu cristatus

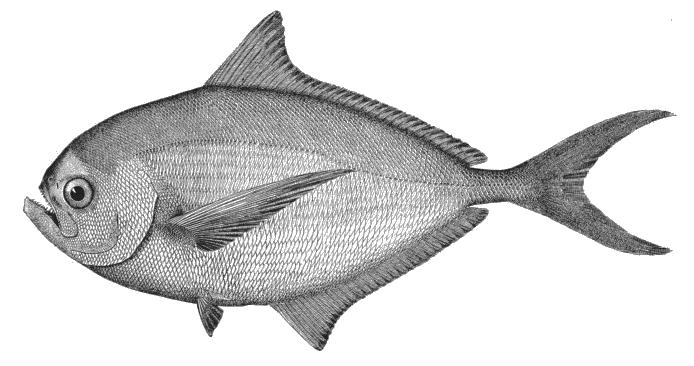
Castanyola (Brama brama)
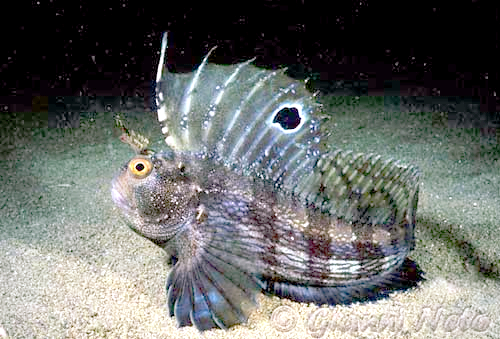
Ase mossegaire (Blennius ocellaris)
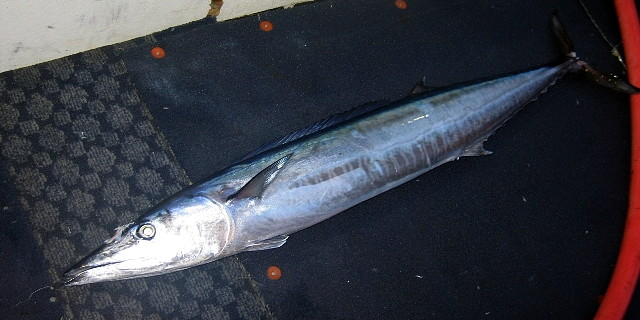
Acanthocybium solandri
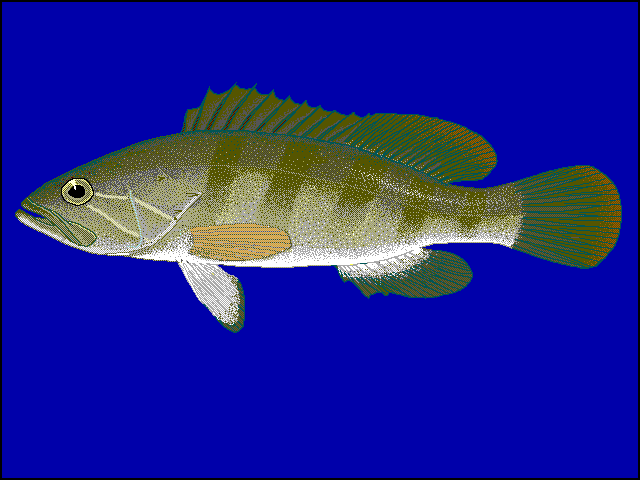
Anfós blanc (Epinephelus aeneus)
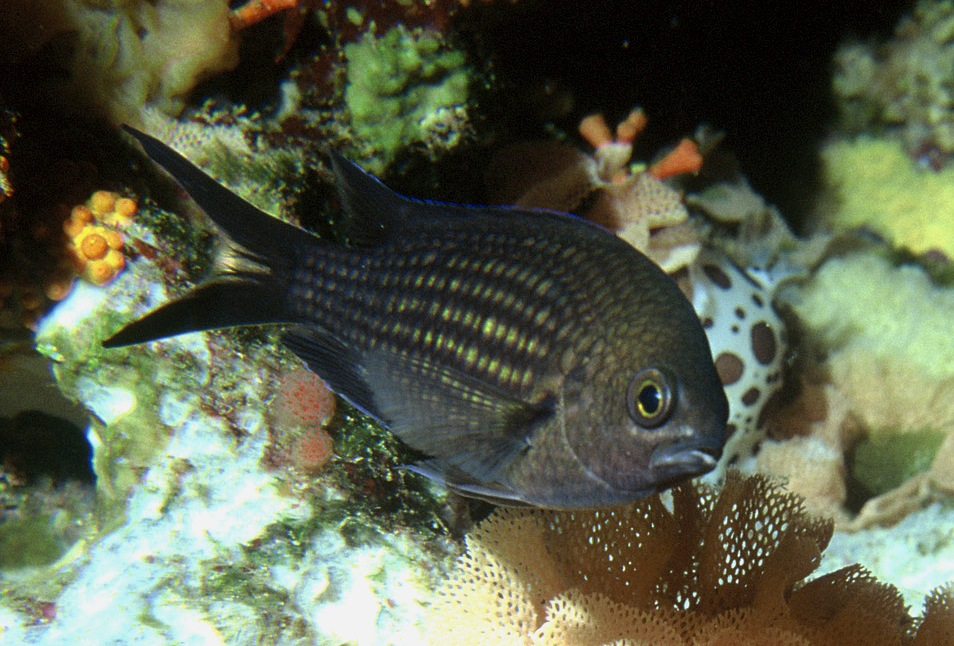
Tuta (Chromis chromis)
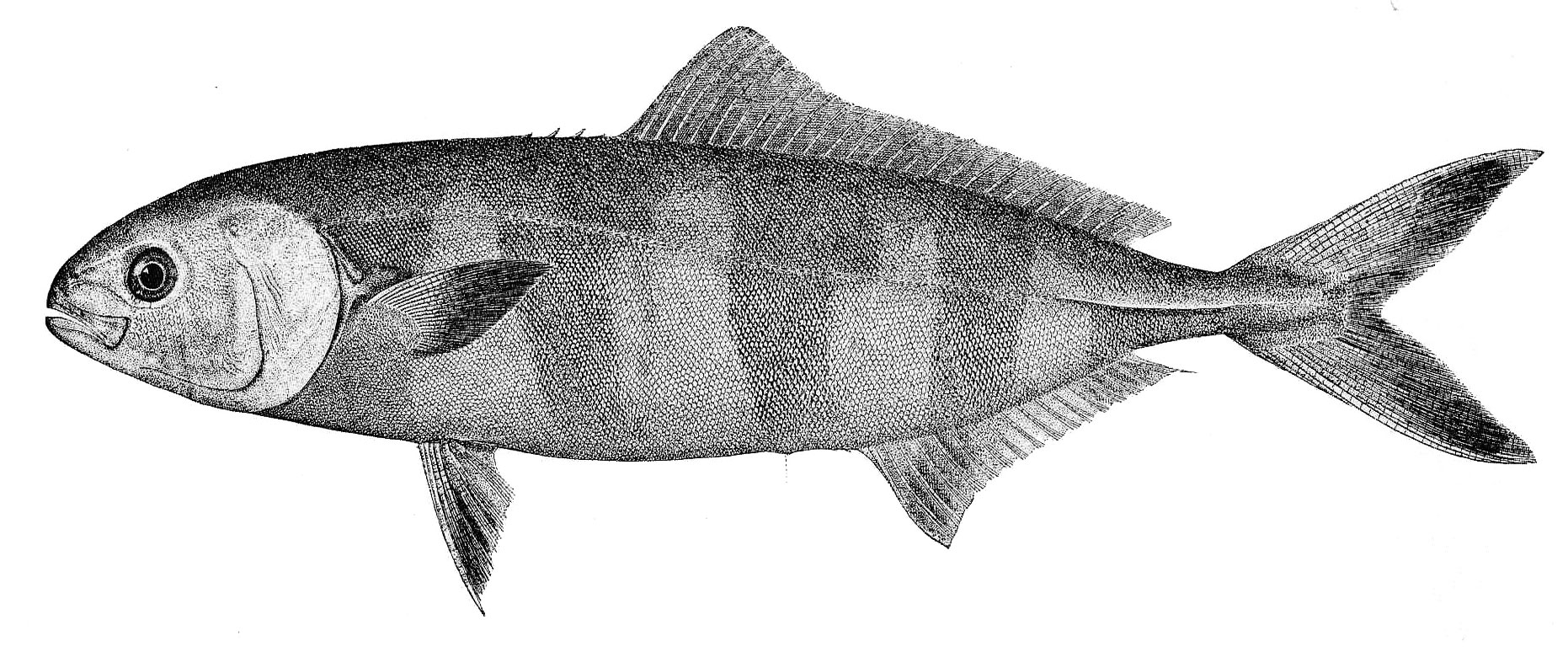
Pàmpol (Naucrates ductor)
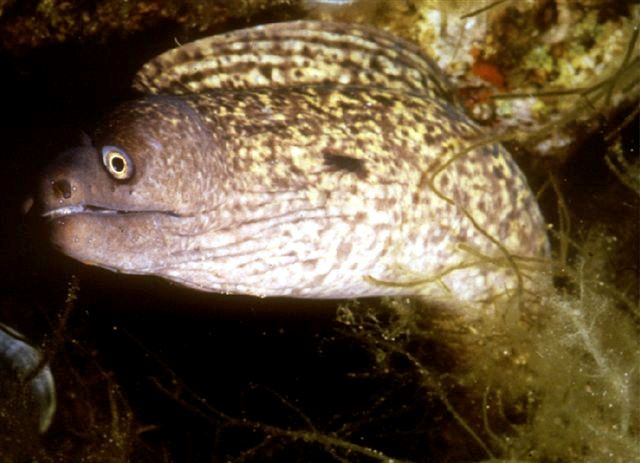
Morena (Muraena helena)
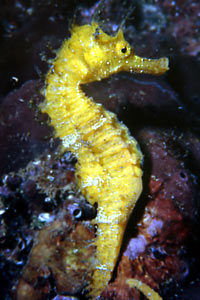
Hippocampus guttulatus
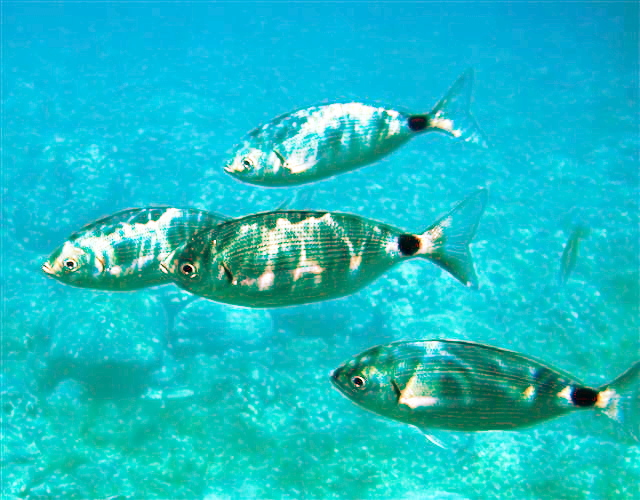
Oblada (Oblada melanura)
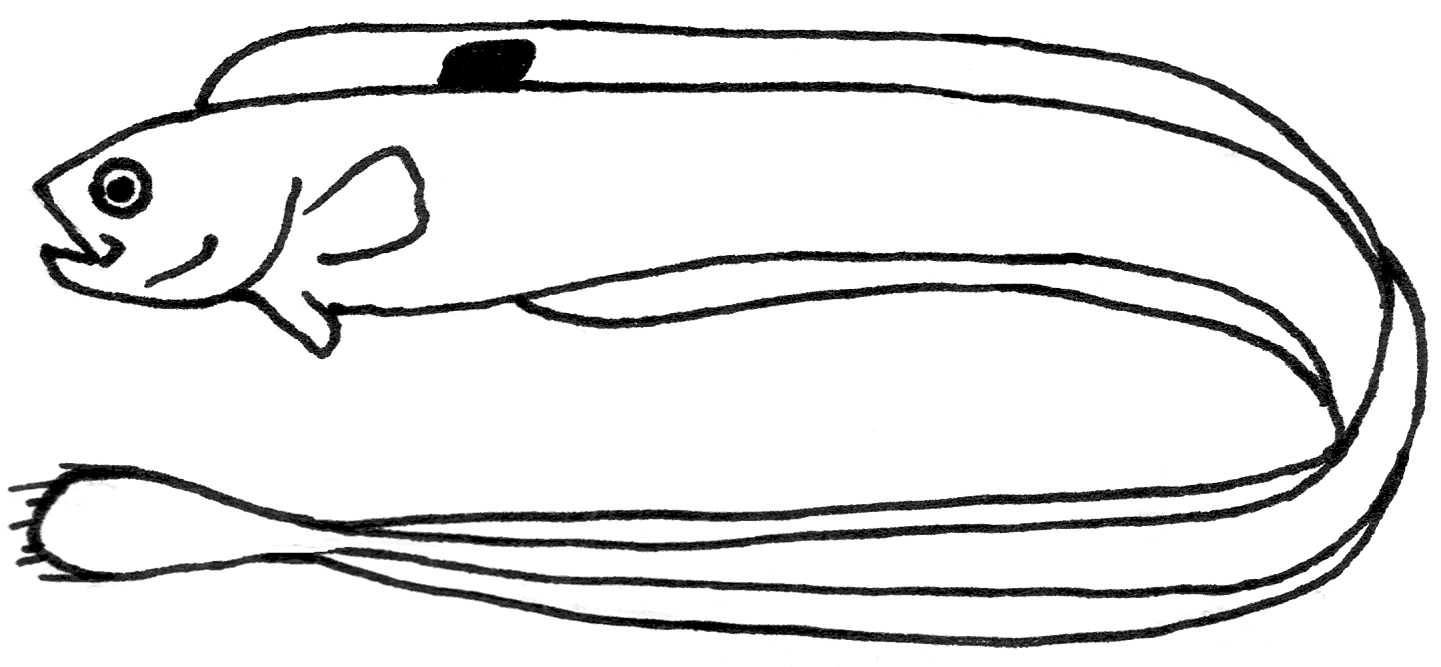
Codornera (Cepola macrophthalma)
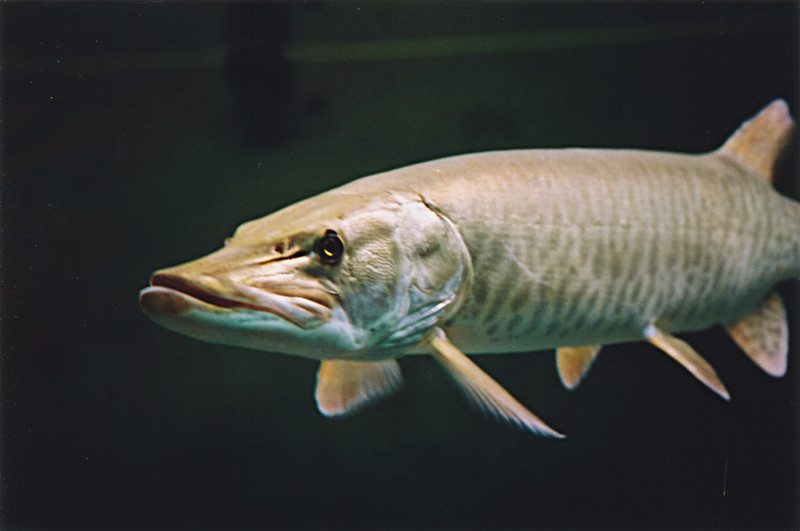
Lluç de riu (Esox lucius)
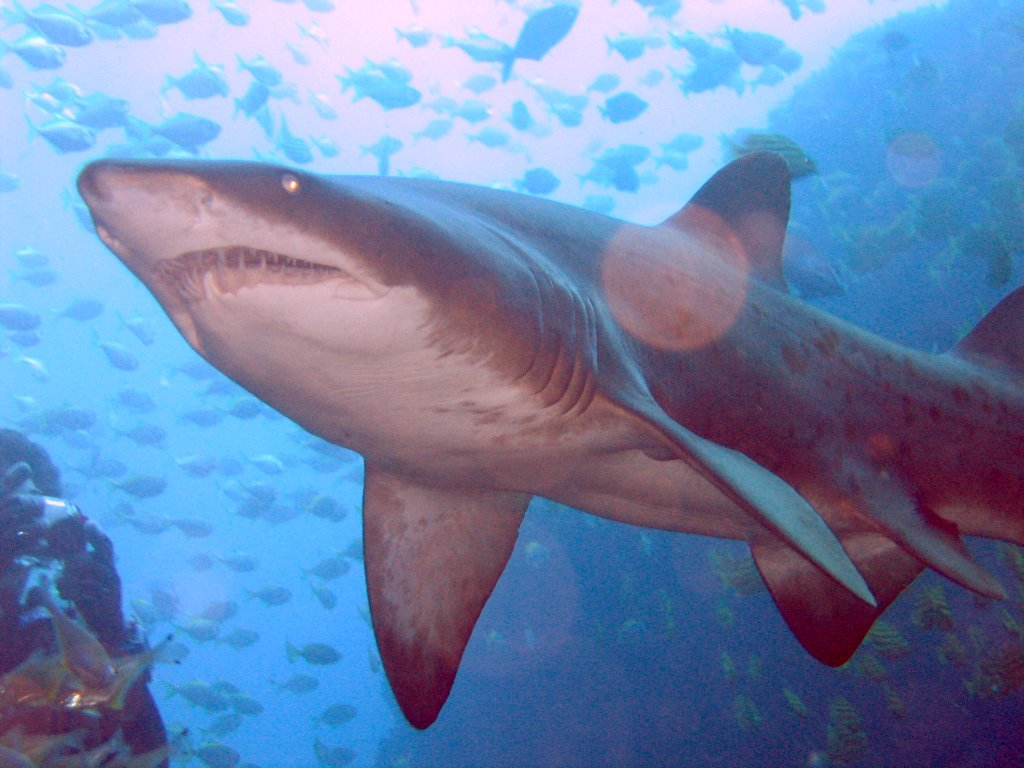
Solraig clapejat (Carcharias taurus)
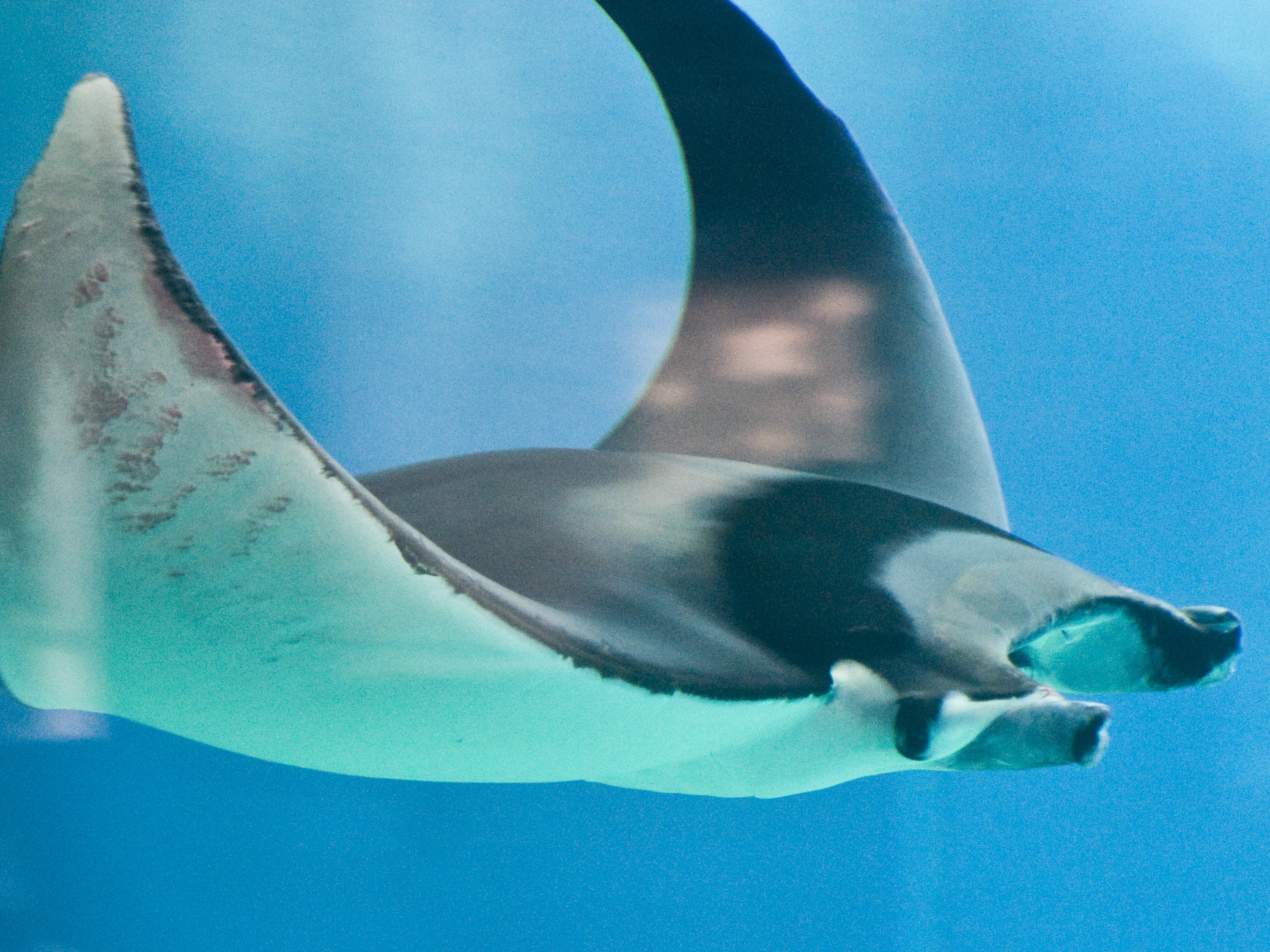
Manta (Mobula mobular)
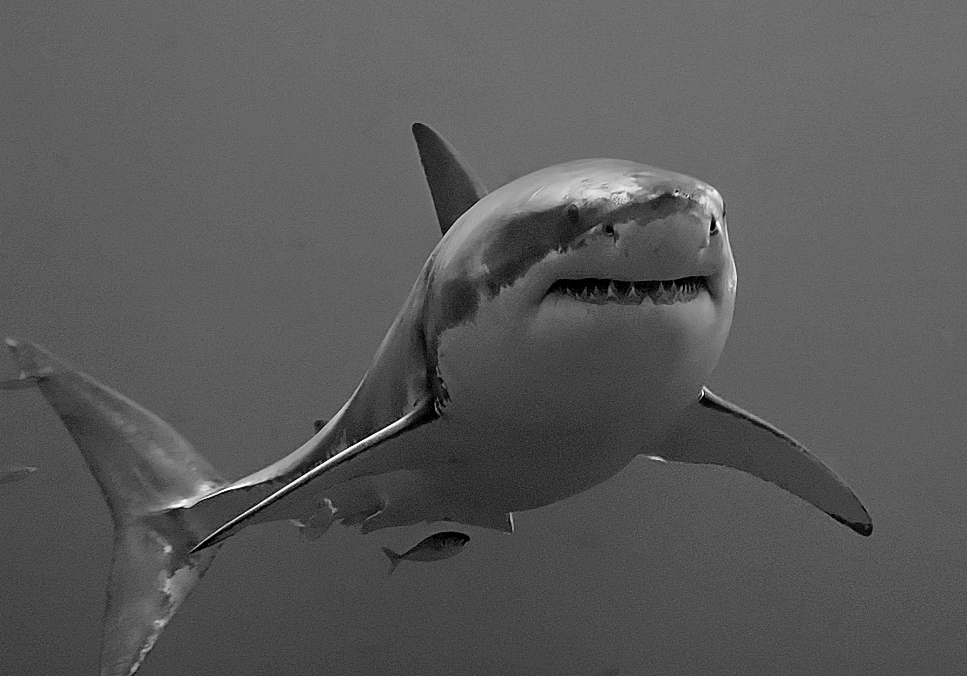
Tauró blanc (Carcharodon carcharias)
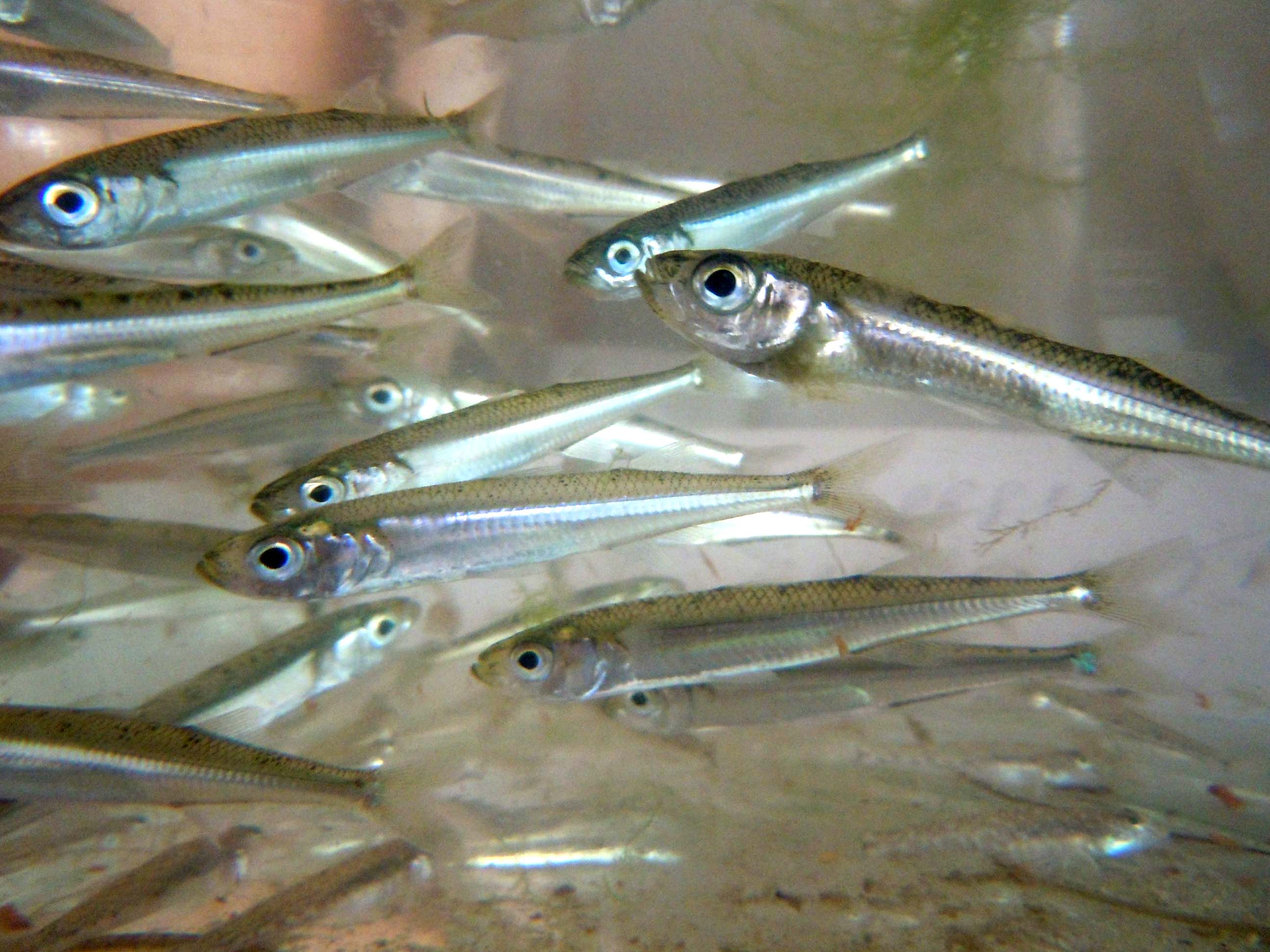
Joell (Atherina boyeri)
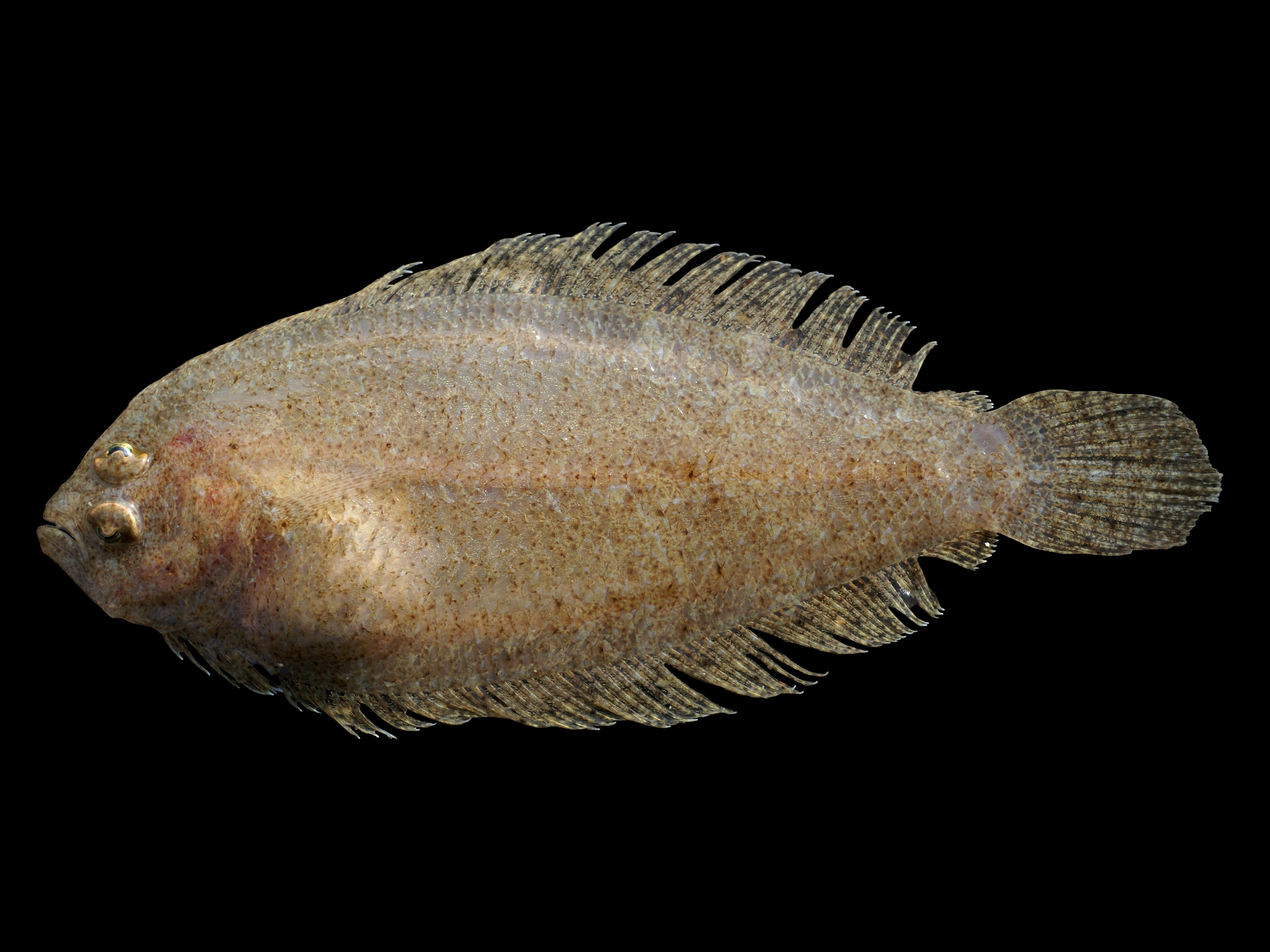
Peluda vera (Arnoglossus laterna)
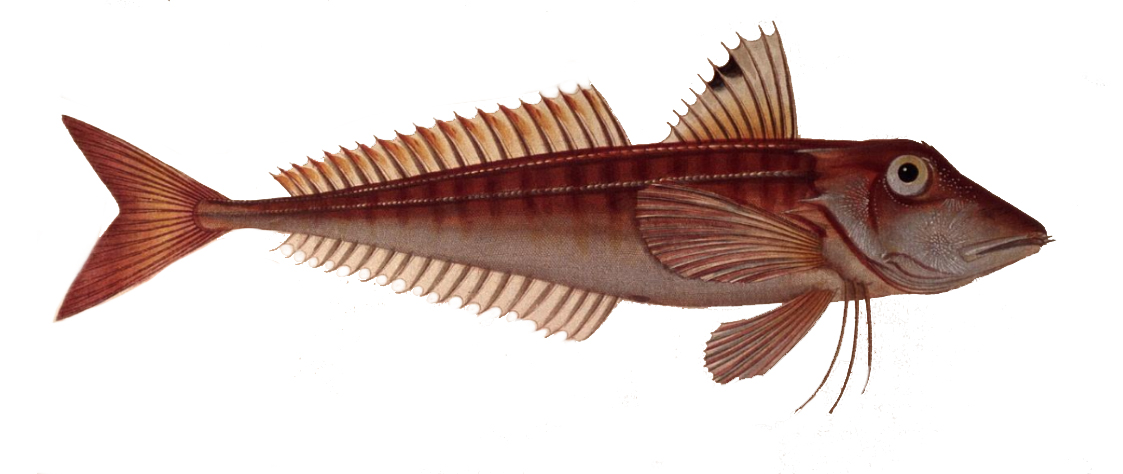
Aspitrigla cuculus
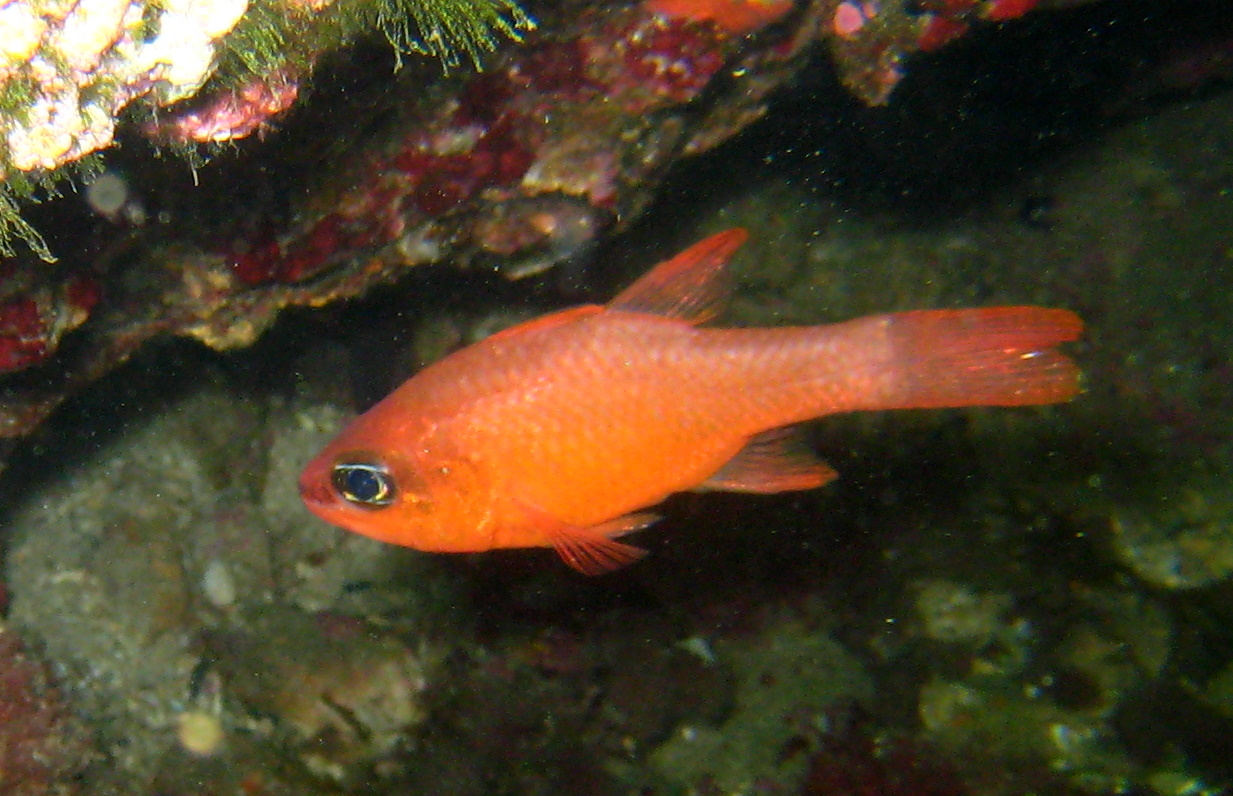
Mare d'anfós (Apogon imberbis)
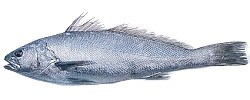
Corb reig (Argyrosomus regius)
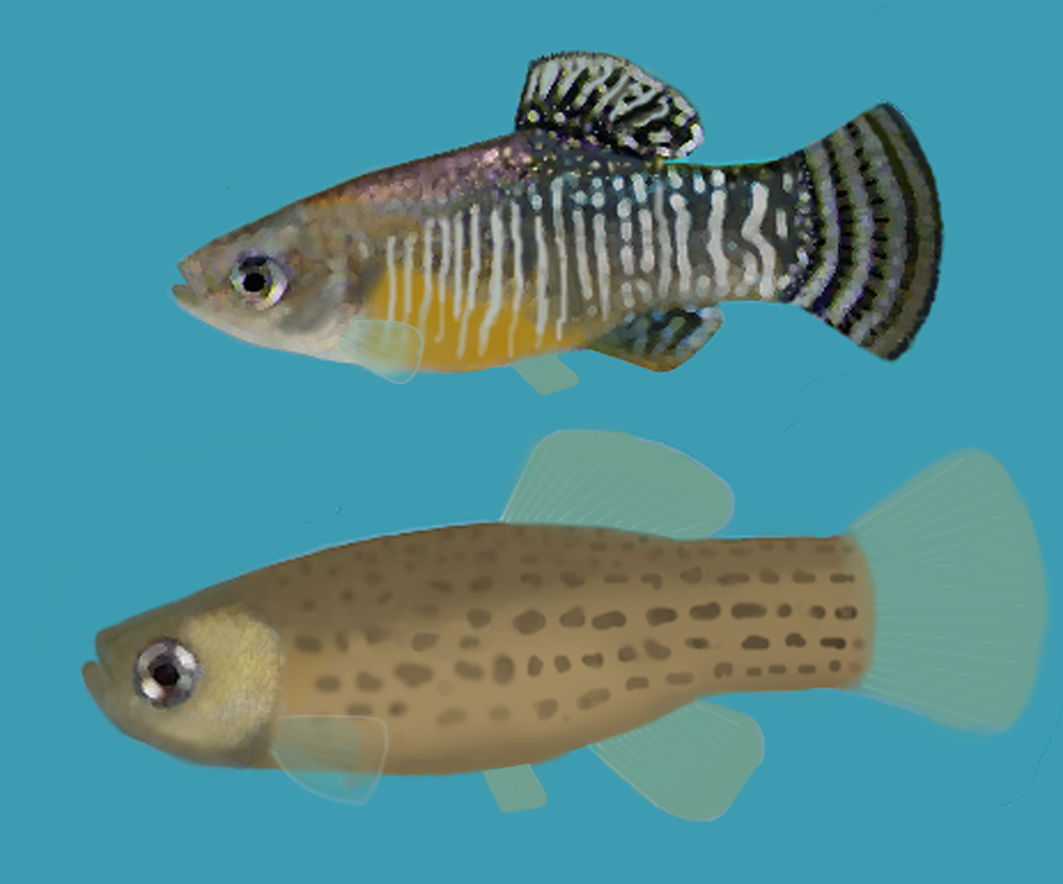
Fartet (Aphanius iberus)
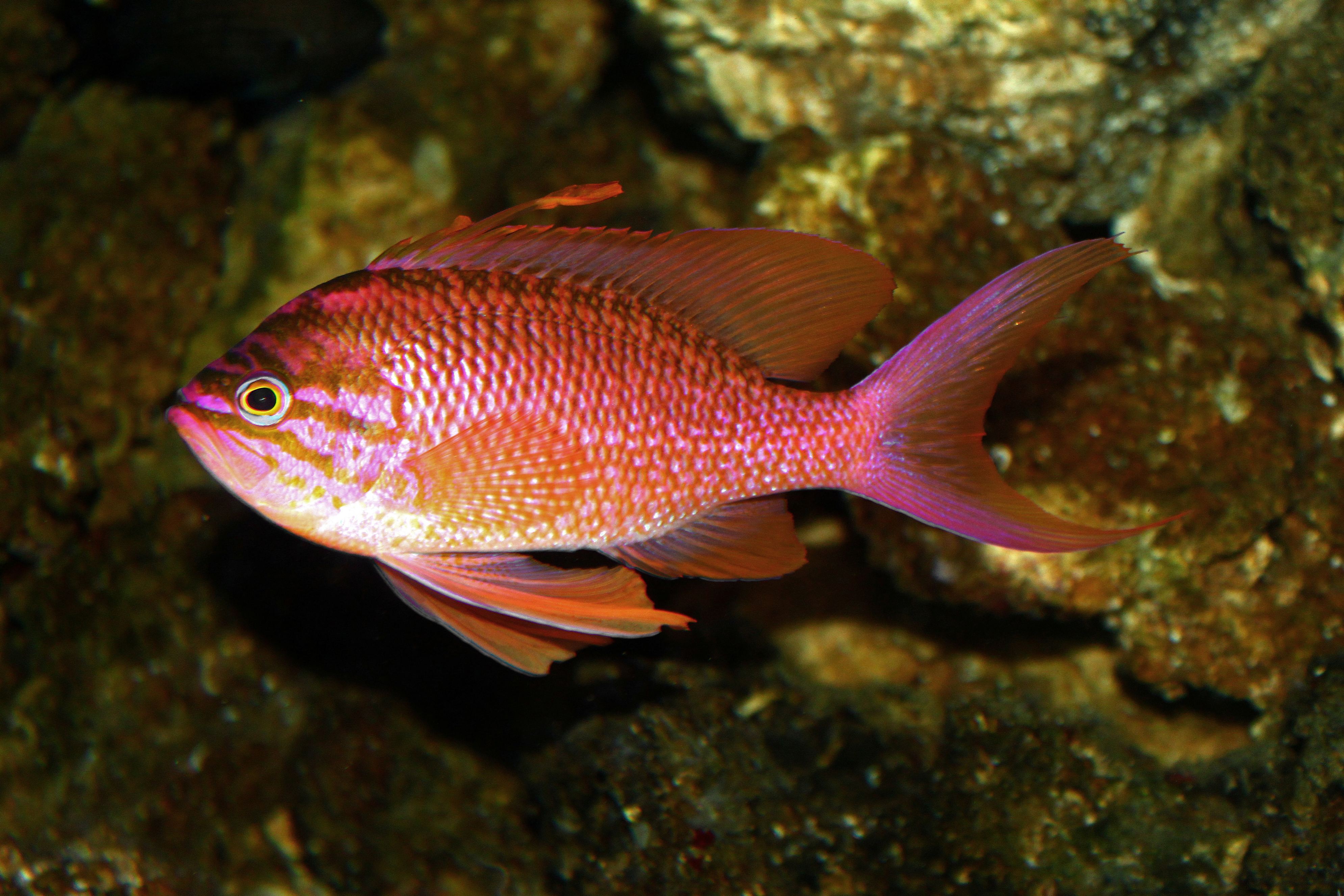
Forcadella (Anthias anthias)
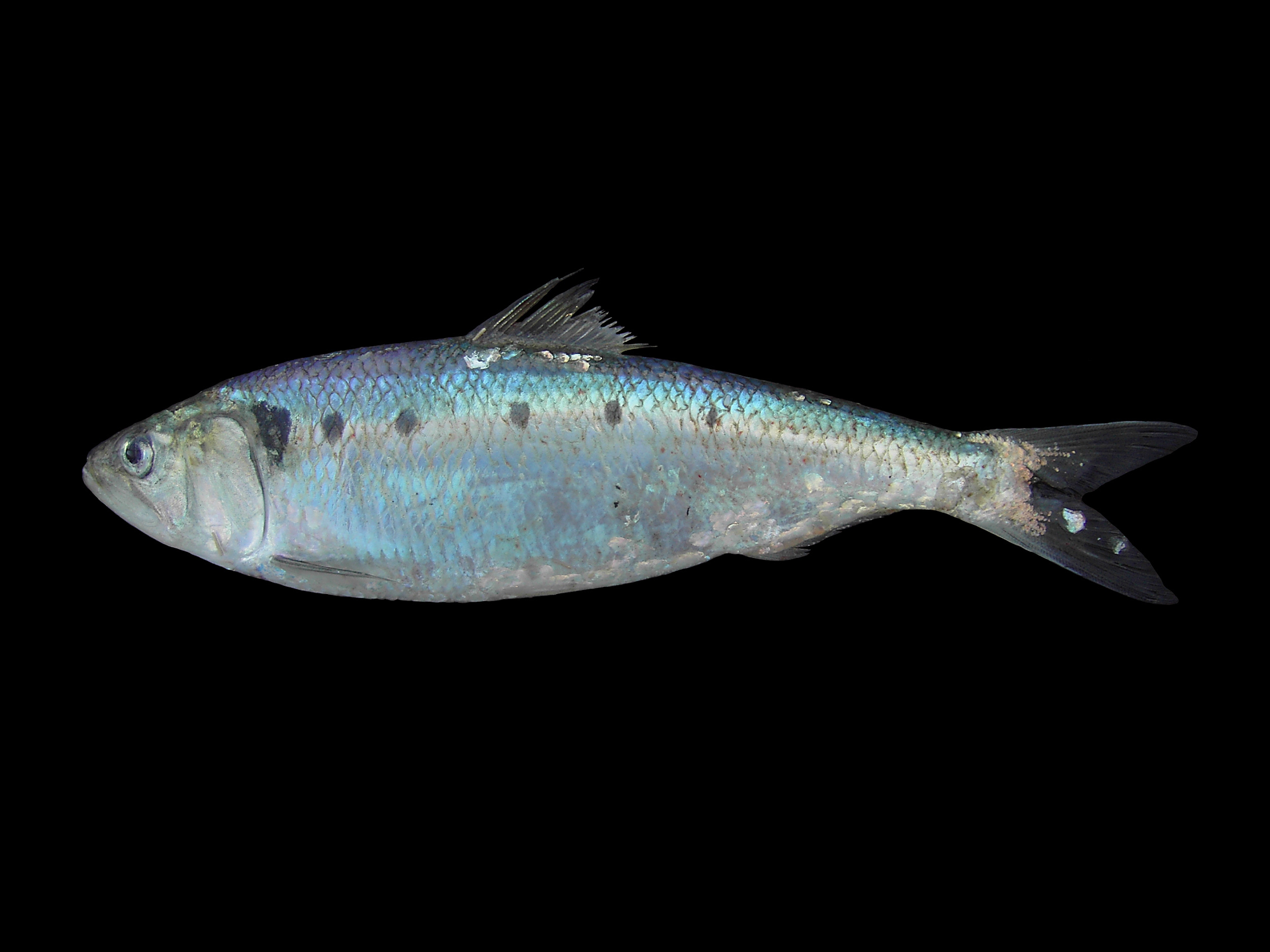
Alosa fallax
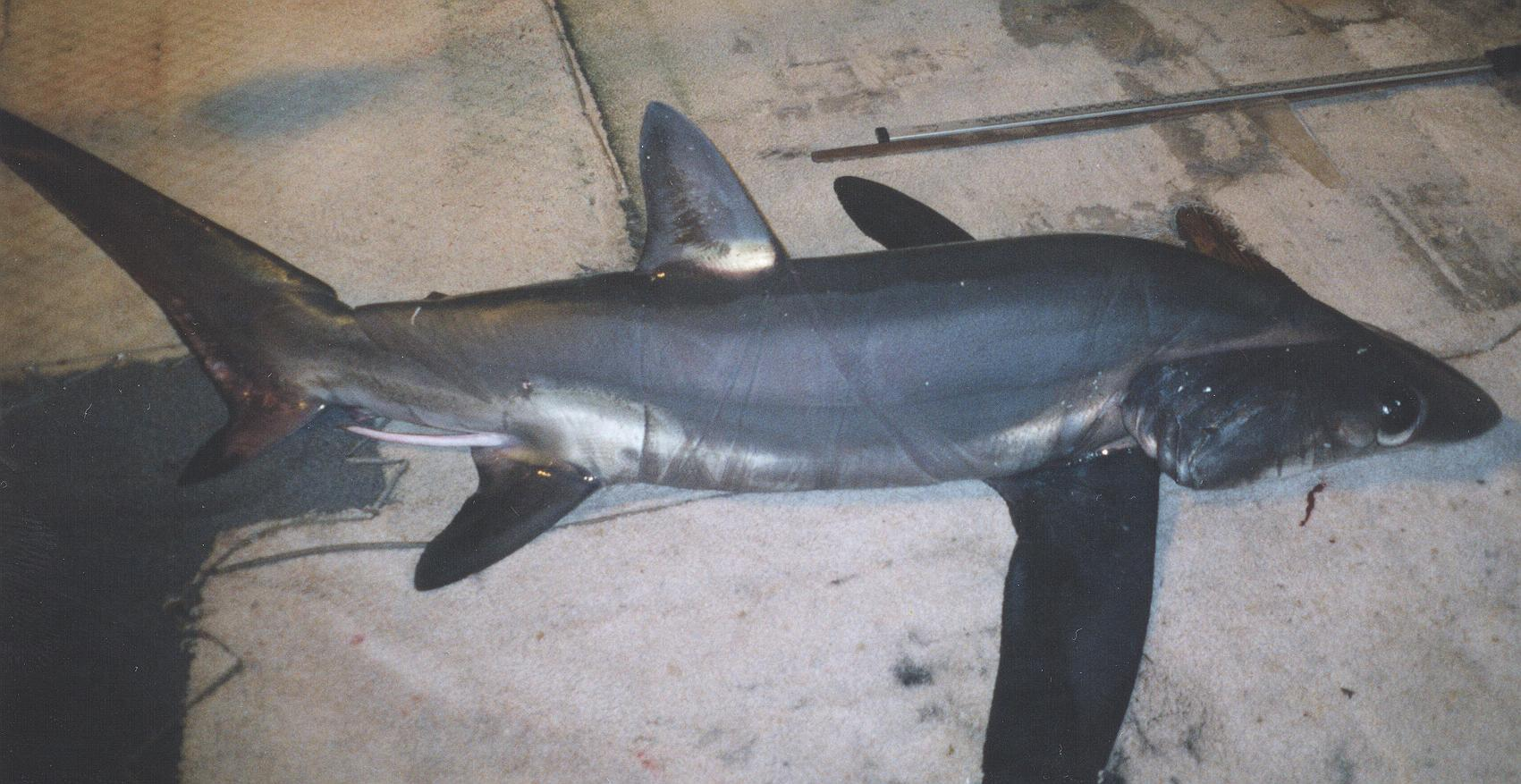
Alopias superciliosus
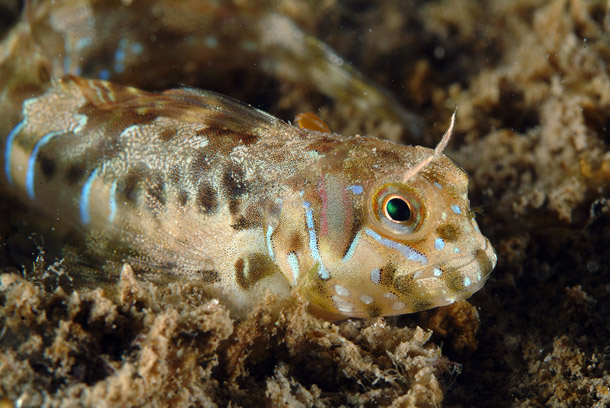
Rabosa de roca (Aidablennius sphynx)
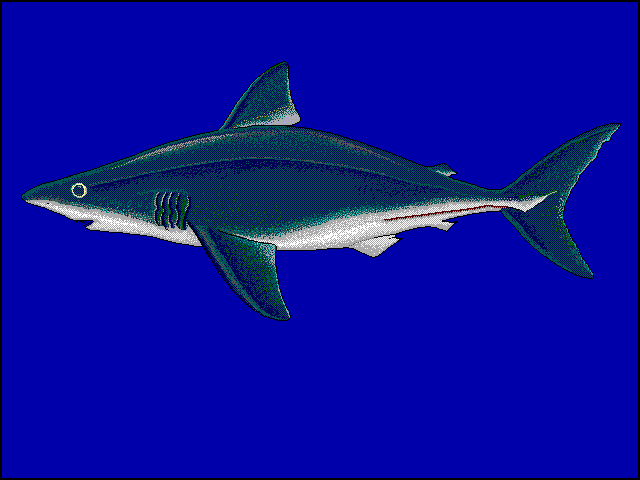
Marraix (Lamna nasus)
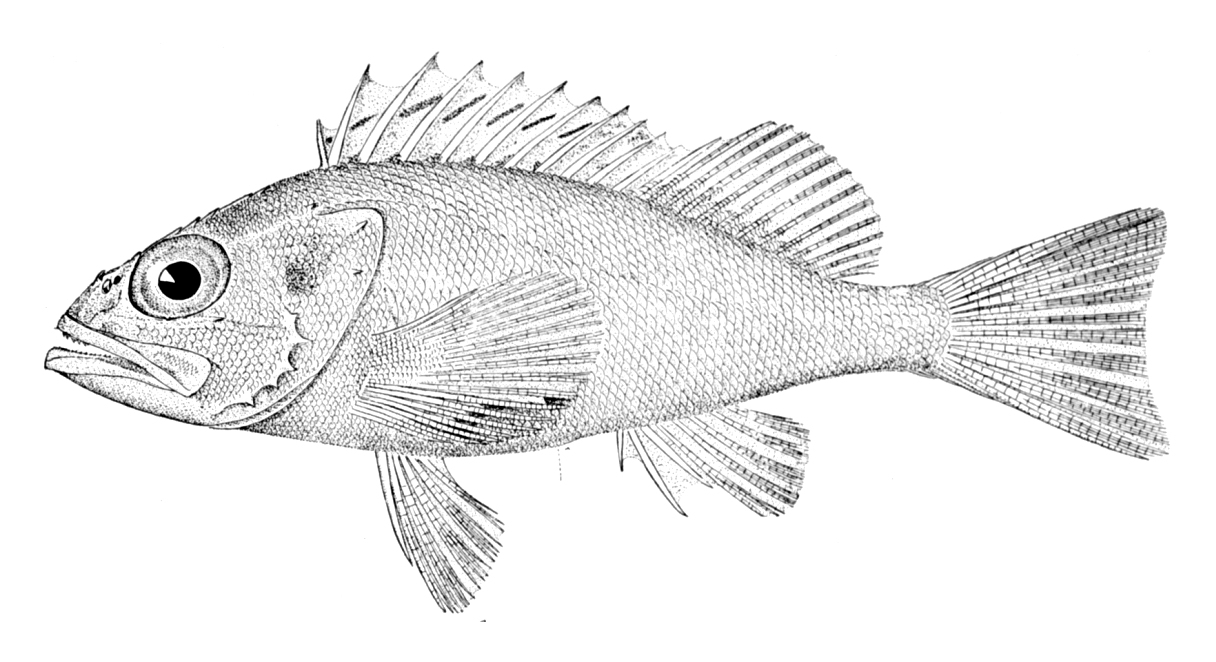
Serrà imperial (Helicolenus dactylopterus dactylopterus)
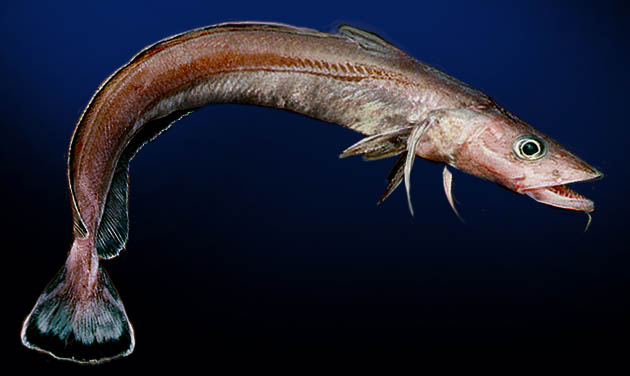
Molva macrophthalma
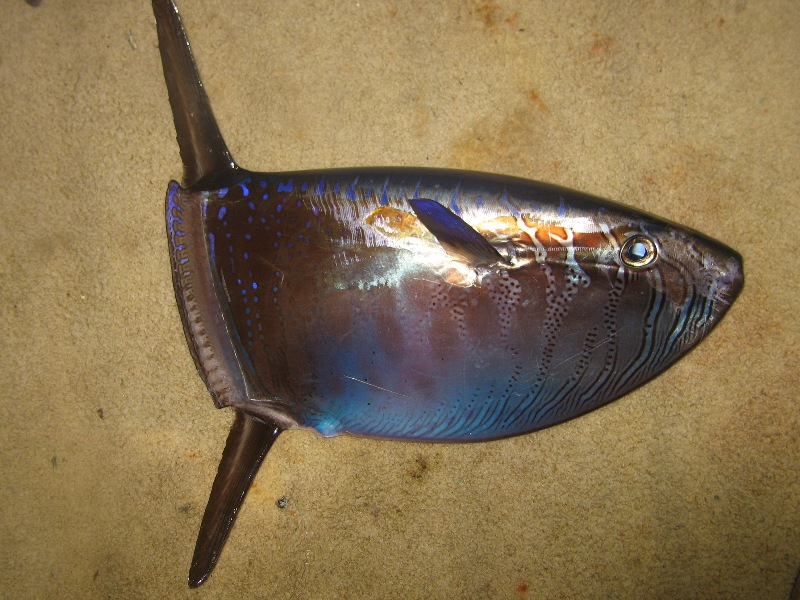
Ranzania laevis
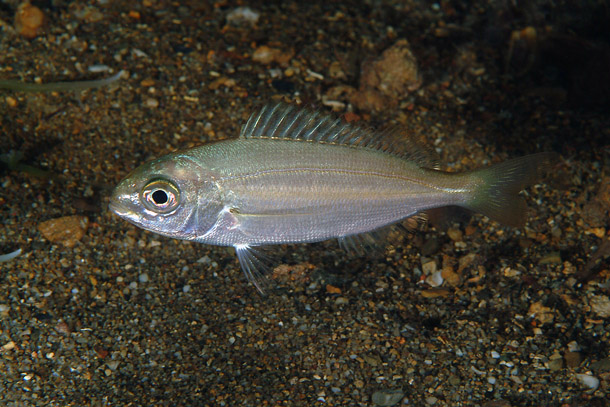
Besuc blanc (Pagellus acarne)
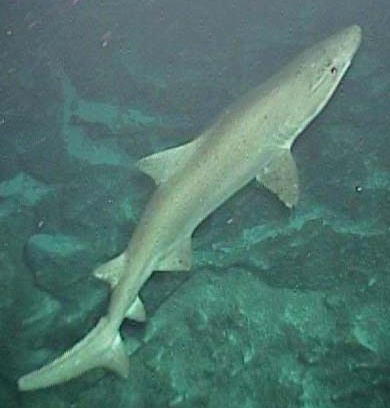
Solraig llis (Odontaspis ferox)
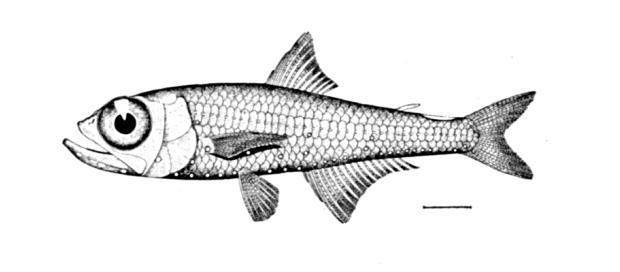
Hygophum benoiti
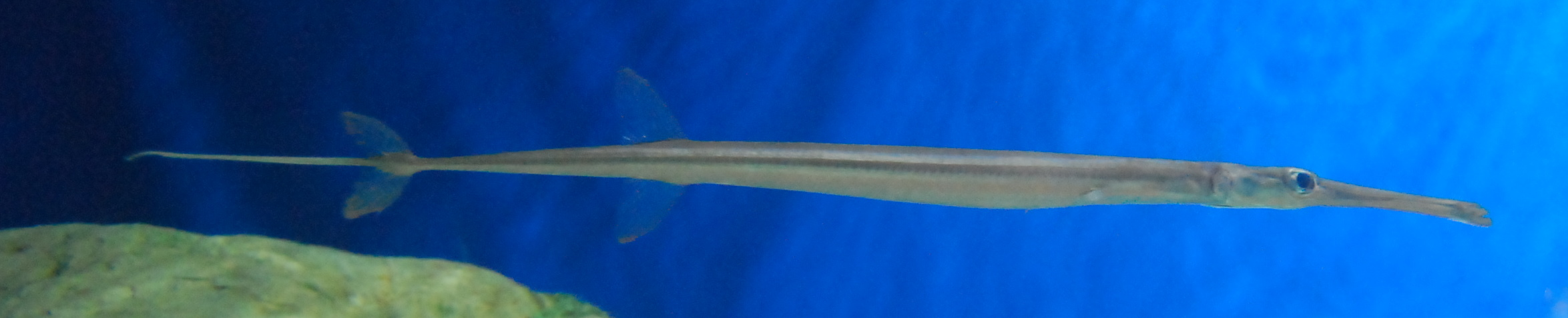
Fistularia commersonii
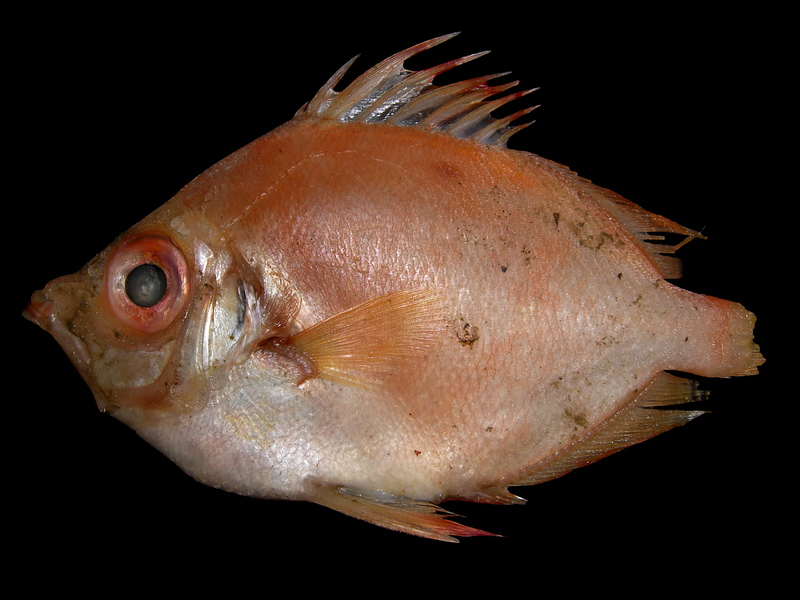
Xavo (Capros aper)
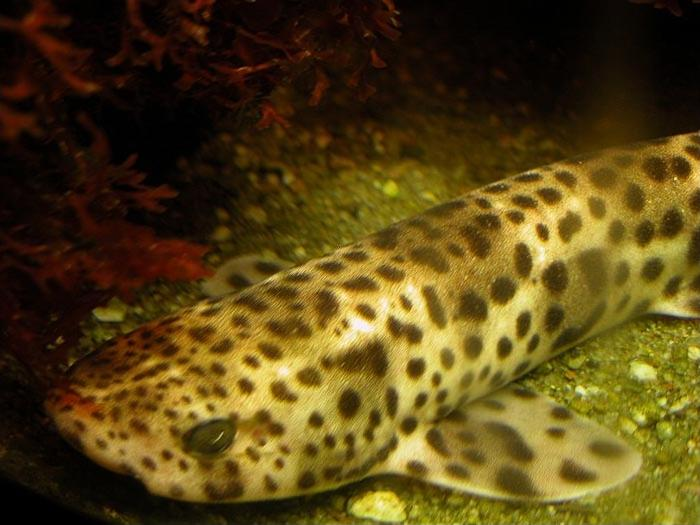
Gatvaire (Scyliorhinus stellaris)
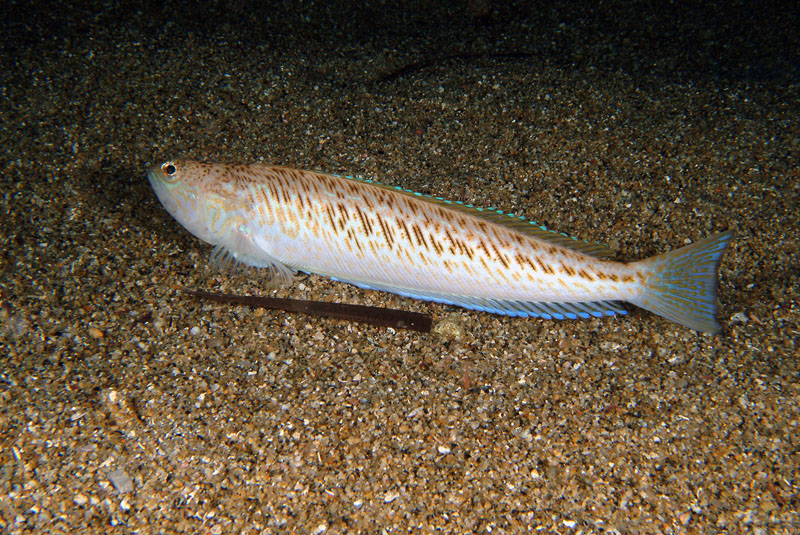
Aranya blanca (Trachinus draco)